# Cartas de Tauagalaua
As Cartas de Tauagalaua (Tawagalawa) são um conjunto de textos hititas, datados de aproximadamente 1 250 a.C., atribuídos ao rei Hatusil III. Esses textos - dos quais apenas a terceira tabuleta foi preservada - são uma carta dirigida pelo monarca hitita ao rei de Ahhiyawa, referindo-se às atividades de um aventureiro, chamado Piama-Radu, e solicitando sua extradição a Hati, sob garantia de salvo-conduto.
Admite-se que Ahhiyama, referido na carta como localizado "além do mar" (Egeu), fosse um reino aqueu (na Grécia) que controlava a cidade de Miliuanda, identificada como Mileto. Apesar da carta revelar uma relação de intimidade entre as cortes hitita e aqueia, ela contem referências a passados conflitos entre os dois reinos, devido à cidade de Uilusa, que pode ser um outro nome de Ílio, ou seja, a Troia do poema de Homero. Diz o rei em sua carta: "Agora que chegamos a um acordo sobre Uilusa, sobre a qual nós fomos à guerra ..."
O nome que os pesquisadores deram a esse documento resulta da menção a um irmão do rei de Ahhiyawa, chamado Tauagalaua, nome que foi associado ao grego Etewoklewes (Etéocles).